# Коктаубай батыр
Коктаубай батыр (гг. рожд. и смерти неизв.) — казахский батыр из Младшего жуза. Стал известен в период войны с калмыками. Выходец из рода Есентемир крупного тюркского племени Алшын. Народ, восхищенный его смелостью, назвал его — «Коктаубай с зелёным луком». Сохранилась легенда о том, что свой лук, который никто другой не мог натянуть, батыр подарил Исатаю.